# 100% Arabica
Pour plus de détails, voir Fiche technique et Distribution.
100% Arabica est un film français réalisé par Mahmoud Zemmouri et sorti en France en 1997.

## Synopsis
Le film raconte la vie d'un quartier où s'affrontent des amateurs de raï et une faction militante islamiste. 100% Arabica est le nom d'un quartier vétuste dans la banlieue de Paris. Deux jeunes, Rachid  (Cheb Khaled) et Krimo (Cheb Mami) décident de monter un groupe de raï afin de lutter contre un imam fanatique. Dans cette cité cosmopolite où règne la pauvreté, c’est la loi des combines et de la débrouille pour survivre.
Le maire pense à sa réélection et désire rétablir le calme dans la cité. Il engage Slimane et Majid, deux petits voyous qui se font passer pour des imams. En échange d’une promesse de subvention, ils doivent faire revenir l’ordre dans la ville en recrutant des jeunes désœuvrés. Mais la situation dérape lorsque les jeunes décident de se rendre au concert de Rap Oriental, le groupe de raï de Rachid et Krimo.

## Fiche technique
- Titre original : 100% Arabica
- Réalisation : Mahmoud Zemmouri
- Scénario : Marie-Laurence Attias et Mahmoud Zemmouri
- Directeur de la photographie : Jean-Claude Vicquery et Noël Véry
- Montage : Youcef Tobni
- Distribution des rôles : El Hachmi Boudrahem, Akil Zemmouri et Zamih Zemmouri
- Création des décors : Denis Acker, Christian Guillebaud et Yorgos Hadziathanassiou
- Création des costumes : Mahadevi Apavou
- Musique originale : Maghni Mohamed
- Société de production : Fennec Productions, Incoprom SA Genève, Les Films de la Toison d'Or
- Producteur délégué : Claude Richardet
- Format :  couleur - 1,66:1 - 35 mm
- Pays d'origine :  France
- Durée : 1 h 25
- Genre : Comédie, Film musical
- Dates de sortie : 
  -  France : 5 novembre 1997

## Distribution
- Cheb Khaled : Rachid
- Cheb Mami : Krimo
- Mouss : Slimane
- Najim Laouriga : Madjid
- Farid Fedjer : Kamel
- Patrice Thibaud : Bernard Lemercier
- Youssef Diawara : Sylla
- Micky El Mazroui : Farid, le cousin de Krimo
- Mehdi Bouguima  : Omar
- Lionel Cheraux : Policier

## A propos du film
Mahmoud Zemmouri :  
« J'ai fait un film sur l'exclusion sociale, qui est souvent la même ici ou en Algérie. Je voulais aussi parler de ces élus qui, cherchant l'ordre et la sécurité, sont prêts à pactiser avec les intégristes pour tenir les banlieues, comme cela s'est passé en Algérie. Ce n'est pas un film sur l'islam mais sur des maux sociaux comme la délinquance, la drogue, et l'intégrisme en fait partie. »

Pour Olivier Barlet : 
« 100% Arabica reprend le style déjà utilisé par Zemmouri dans Prends 10 000 balles et casse-toi (1981) et utilise l’humour pour interroger l’actualité. La musique y joue un rôle important, et les personnages sont caricaturés pour ridiculiser le danger intégriste et célébrer la pluralité de la société française. »